# 罗伯特·赖特
罗伯特·赖特（英語：Robert Wright，1957年1月15日—）是一位美国记者和作家，现为哥伦比亚大学纽约协和神学院访问教授。

## 代表作
- 《道德的动物——我们为什么如此》（The Moral Animalk）
- 《非零和博弈——人类命运的逻辑》（Nonzero: The Logic of Human Destiny）